# دومیتیلا باریوس د چونگارا
دومیتیلا باریوس د چونگارا(به انگلیسی: Domitila Barrios de Chungara) (پتسیبا بولیوی ۷ د مایو د ۱۹۳۷ - کوچابامبا از بولیوی; مارس ۱۲ از ۲۰۱۲) رهبری از طبقهٔ کارگر بود. وی از خانواده‌ای خاکی می‌آمد و آثار متعددی راجع به رنج معدن‌چیان کشورش از خود با جای گذاشت. شهرتش به خاطر مبارزهٔ صلح‌آمیز علیه دیکتاتوری رنه Barrientos Ortuño و هوگو Banzer سوارز است.

## زندگی‌نامه
دومیتیلا باریوس د چونگارا متولد ۷ مارس از سال ۱۹۳۷ در جامعه از Catavi داخل معدن Siglo XX. در حالی که تنها ده سال داشت مادرش به علت فشار کار سنگین در معدن از دنیا رفت بنابراین مجبور شد که سرپرست پنج خواهر کوچکتر از خود را به عهده بگیرد. پدرش تمام روز را مشغول کار در قسمت لباس پلیس معدن بود. در گذر سال‌ها از قربانی سرنوشت بودن رها شد و تصمیم گرفت خودش سرنوشتش را در دست بگیرد. در سال ۱۹۵۲ به همسری یک کارگر معدن درآمد. همچنین عضو کمیتهٔ زنان خانه‌دار در محله معدن قرن بیستم شد. از آن پس قدرت رهبری کاملاً در او دیده می‌شد بطوریکه سال‌ها بعد به عنوان دبیرکل این کمیته منصوب شد.
در ماه ژوئن از سال ۱۹۶۷ رئیس‌جمهور رنه Barrientos Ortuño نیروهای نظامی‌اش را به استانهای Catavi و Llallagua فرستاد تا کارگران معترض به پایمال شدن حقوقشان را سرکوب کنند. پس از کشتار دومیتیلا دستگیر و به وسیلهٔ نظامیان شکنجه شد بطوریکه در ادامه فرزند درون شکمش را از دست داد. از این واقعه به نام قتل‌عام سن خوان یاد می‌شود.
در کریسمس از سال ۱۹۷۷ دومیتیلا به همراه چهار زن دیگر دست به اعتصاب غذا علیه دیکتاتوری زدند. دو تن از کشیشان به نام‌های لوییس اسپینال و خاویر البو به آن‌ها پیوستند. در ظرف مدت کوتاهی ۱۵۰۰نفر دیگر به اعتصاب پیوستند. چند ساعت بعد جمعیت هزاران برابر شد بطوریکه دیکتاتوری نظامی نتوانست کاری از پیش ببرد و به ناچار تن به دموکراسی داد.
موفق به سرنگونی دیکتاتوری نظامی ژنرال هوگو Banzer سوارز او را مجبور به شروع واقعی دموکراتیک و باز نمی‌شم به عنوان اصل برنامه‌ریزی شده‌است.